# El ladrón de pitufos
El ladrón de pitufos (en el francés original, Le Voleur de Schtroumpfs) es la segunda historia de la serie Los pitufos, escrita y dibujada por Peyo para su publicación en 1959. En ella aparecen por primera vez Gargamel y su gato Azrael.

## Trayectoria editorial
Se publicó por primera vez con el n.º 1130 de la revista Spirou, como parte de la colección de minirrelatos incluidos en la revista hasta 1975.
En 1963 fue incluido en el álbum titulado Los pitufos negros, junto a esta historieta y El pitufo volador.
En España, fue publicado en un álbum similar por Argos en 1969, Bruguera en 1979 y Planeta-DeAgostini en 2006, además de presentarse de forma serializada en los números 19 a 22 de "Pulgarcito" (1981).

## Argumento
Un hechicero llamado Gargamel quiere crear la piedra filosofal que convierte los metales en oro, y su libro dice que uno de los ingredientes necesarios es un pitufo. Tras averiguar lo que es un pitufo, y su adicción a la zarzaparrilla, parte junto a su gato Azrael a instalar una trampa en el bosque.
Al día siguiente, el Pitufo con Gafas y otro pitufo van a buscar nueces para el Gran Pitufo. El otro pitufo no quiere buscar nueces y prefiere seguir unas señales que lo dirigen a un campo de zarzaparrilla. Lo malo es que las señales realmente lo dirigen a la trampa de Gargamel. El Pitufo con Gafas parte a la Aldea Pitufa antes de ser visto mientras Gargamel se lleva a su prisionero.
El Pitufo con Gafas le cuenta la situación al Gran Pitufo y todos los pitufos van a la casa del brujo a rescatar al prisionero. Gargamel, por su parte, tiene problemas para mantener a raya a Azrael, que desea zamparse al pitufo.
Cada vez que Gargamel va a buscar algún ingrediente en otra sala, los pitufos hacen un intento de liberar al prisionero, pero siempre tienen que volver a esconderse antes de lograr nada cuando el brujo regresa.
Gargamel termina casi toda la fórmula, pero debe calentarla con los primeros rayos del sol antes de añadir al pitufo, así que Gargamel se va a dormir mientras tanto. Los pitufos deciden que la mejor forma de liberar al prisionero es conseguir la llave del candado de su jaula; lo malo es que no la encuentran (aunque el Pitufo Tontín encuentra un clavo) y la búsqueda se dificulta más cuando Azrael despierta y trata de cazar a los pitufos. Esto último se resuelve cuando un pitufo logra engañar a Azrael para que salte por la ventana y poner el cerrojo para dejarlo afuera.
Un pitufo deduce que tal vez Gargamel lleve la llave consigo, pero a falta de voluntarios para quitársela, el Gran Pitufo decide ser el que vaya. El Gran Pitufo logra quitarle la llave sin despertarlo, pero justo cuando la ponen en el candado, el brujo despierta y los pitufos se vuelven a esconder. Los primeros rayos del sol han calentado ya la pócima, Gargamel la pone a hervir y trata de echar al pitufo, pero entonces el Gran Pitufo y los demás pitufos salen de sus escondites y aprovechan los utensilios que tienen a mano para darle una paliza al brujo y liberar al prisionero. El Gran Pitufo y otro pitufo usan una cuerda para que Gargamel tropiece y quede inconsciente y todos los pitufos se van antes de que se despierte. El Pitufo con Gafas sermonea al otrora prisionero porque su comportamiento descuidado fue lo que causó todo.
Gargamel despierta y ve que los pitufos se han ido, así que decide tomar su elixir para transformarse en gigante e ir a por ellos, pero un par de Pitufos estuvieron antes cambiando las pócimas de sus frascos, y Gargamel termina bebiendo un elixir que disminuye la estatura. Gargamel decide que algún día se vengará de los Pitufos por lo que ha pasado este.